# Vinnbrück
Vinnbrück (im Mittelalter Vennebrugge oder Vennebrucke) ist die Bezeichnung für eine ehemalige Schanzenanlage im Grenzbereich zwischen dem nördlichen Krefelder Stadtteil Hüls und dem Kempener Stadtteil Tönisberg, an der Biegung der Bundesstraße 9 vor dem Südhang des Tönisberger Mühlenberges (Schaephuysener Höhenzug) in Richtung Aldekerk/Geldern. Historische Bedeutung erlangte die „Schanze an der Vinnbrück“ durch den am 16. August 1284 bei diesem Landwehrübergang zwischen dem Kurfürsten/Erzbischof Siegfried von Westerburg und dem Geldrischen Grafen Rainald I. abgeschlossenen „Vertrag von Vinnbrück“, der 1288 eine Rolle in der Schlacht von Worringen spielte.

## Vinnbrück heute
Vinnbrück ist heute ein spärlich besiedeltes, zum Teil landwirtschaftlich genutztes Gebiet, durch das sich in einem Bogen die Bundesstraße 9 zieht. Die auf der Grenze zwischen dem ehemaligen Erzstift Köln und der Grafschaft Geldern gelegene, in alten Karten als „Die Stadt“ bezeichnete Schanze umfasste eine Fläche von ca. 80.000 m², umgeben von einem als „Mühlenrahm“ bezeichneten kleinen Stausee am Zufluss des Flöthbaches sowie Verteidigungs- und Landwehrgräben. Der südliche Bereich grenzt an die Bauerschaft Orbroich des Krefelder Stadtteiles Hüls, die nördliche Zone zählt zu Tönisberg. Eine vom Tönisberger Künstler Lutz Weynans gestaltete Erinnerungsstätte mit Darstellung der Szene des Vertragsabschlusses befindet sich an einem Stichweg zur B9 auf Tönisberger Gebiet.

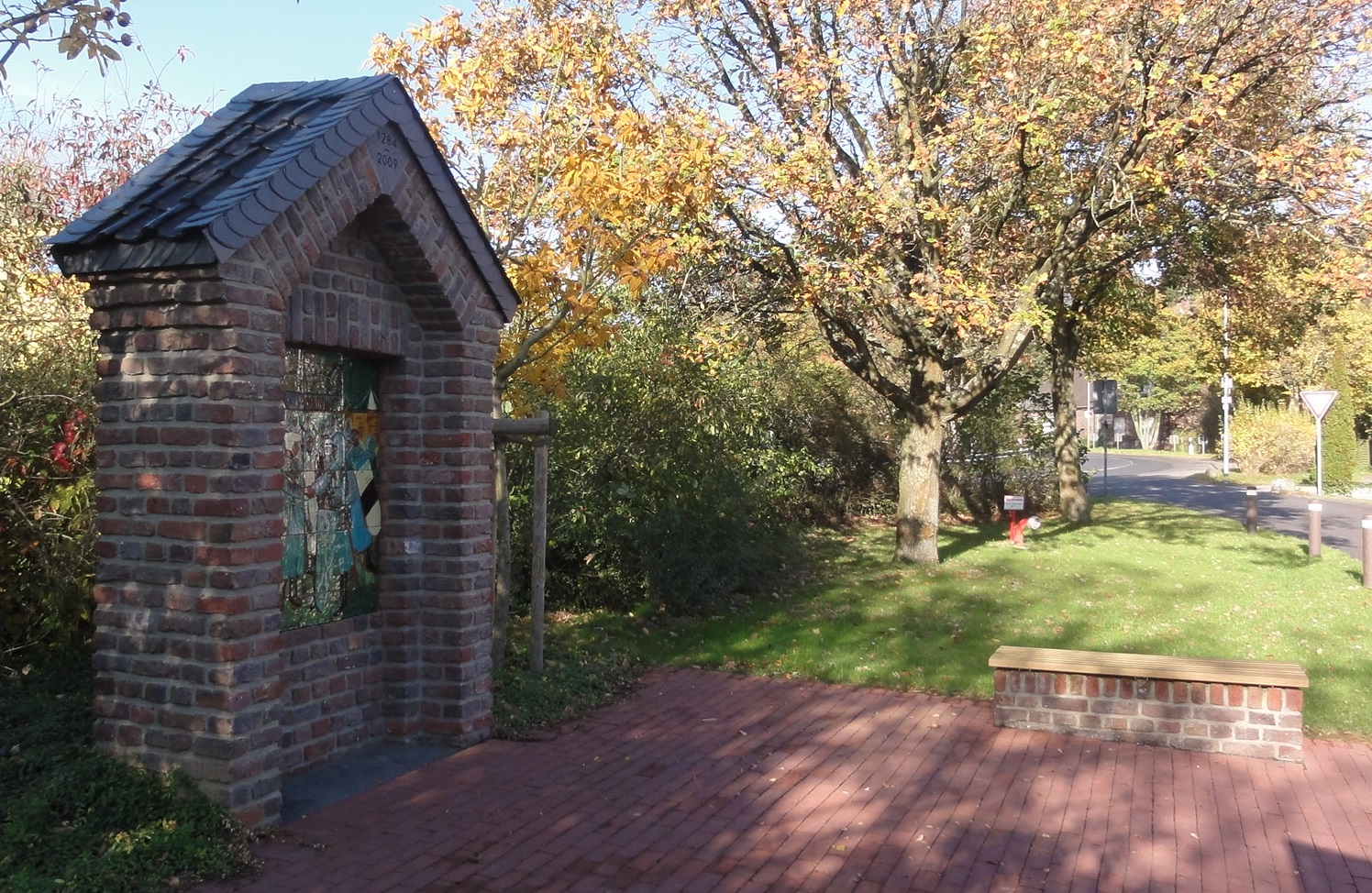
Vertrag von Vinnbrück 1284 – Erinnerungsstätte (gestaltet vom Tönisberger Künstler Lutz Weynans)

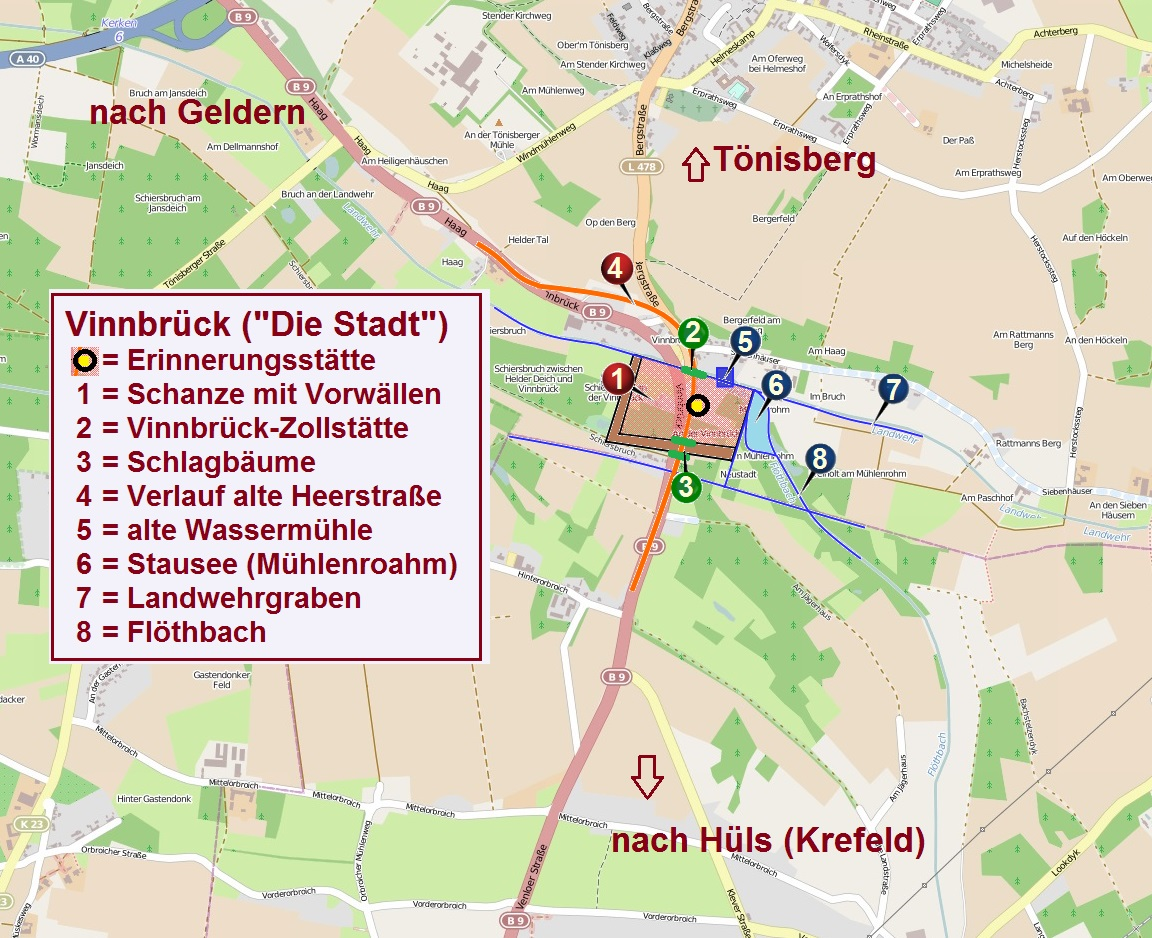
Vinnbrück – Lage und Ausdehnung der historischen Schanze anno 1284

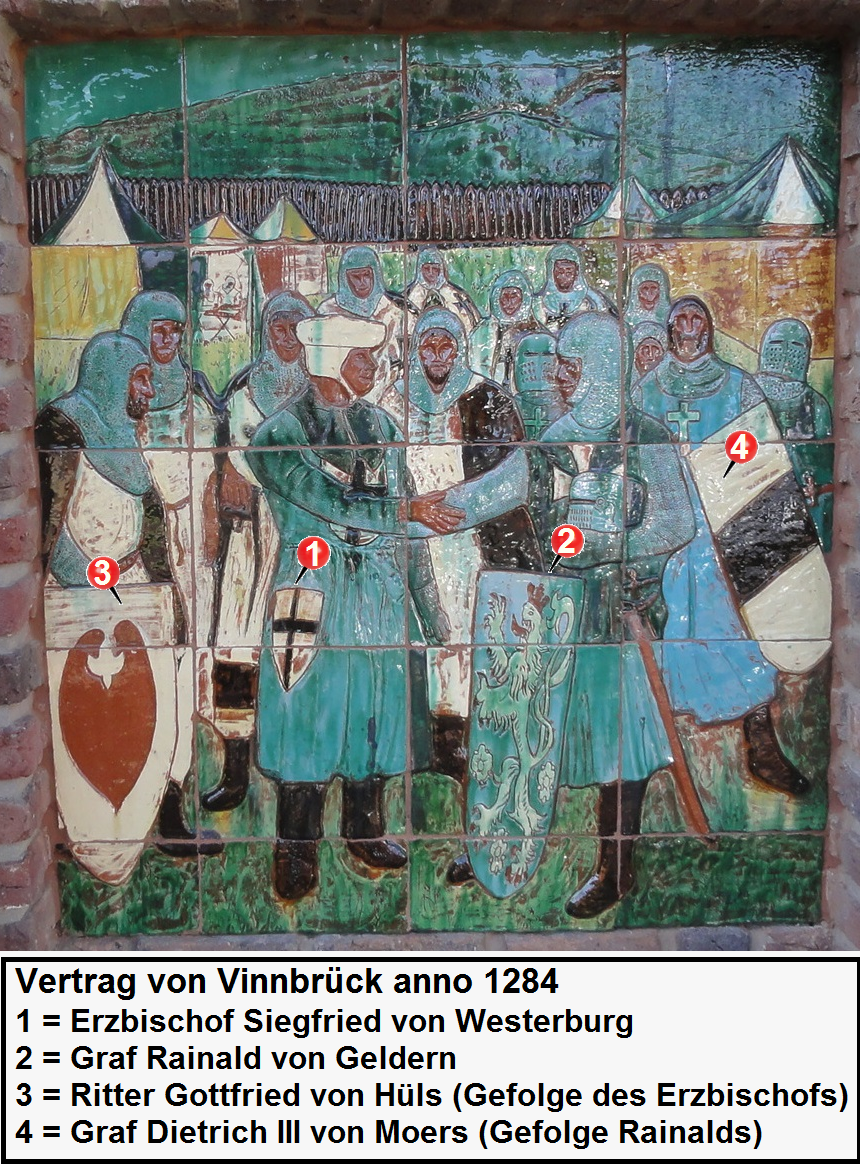
Vertrag von Vinnbrück 1284, die Vertragspartner – gestaltet vom Tönisberger Künstler Lutz Weynans

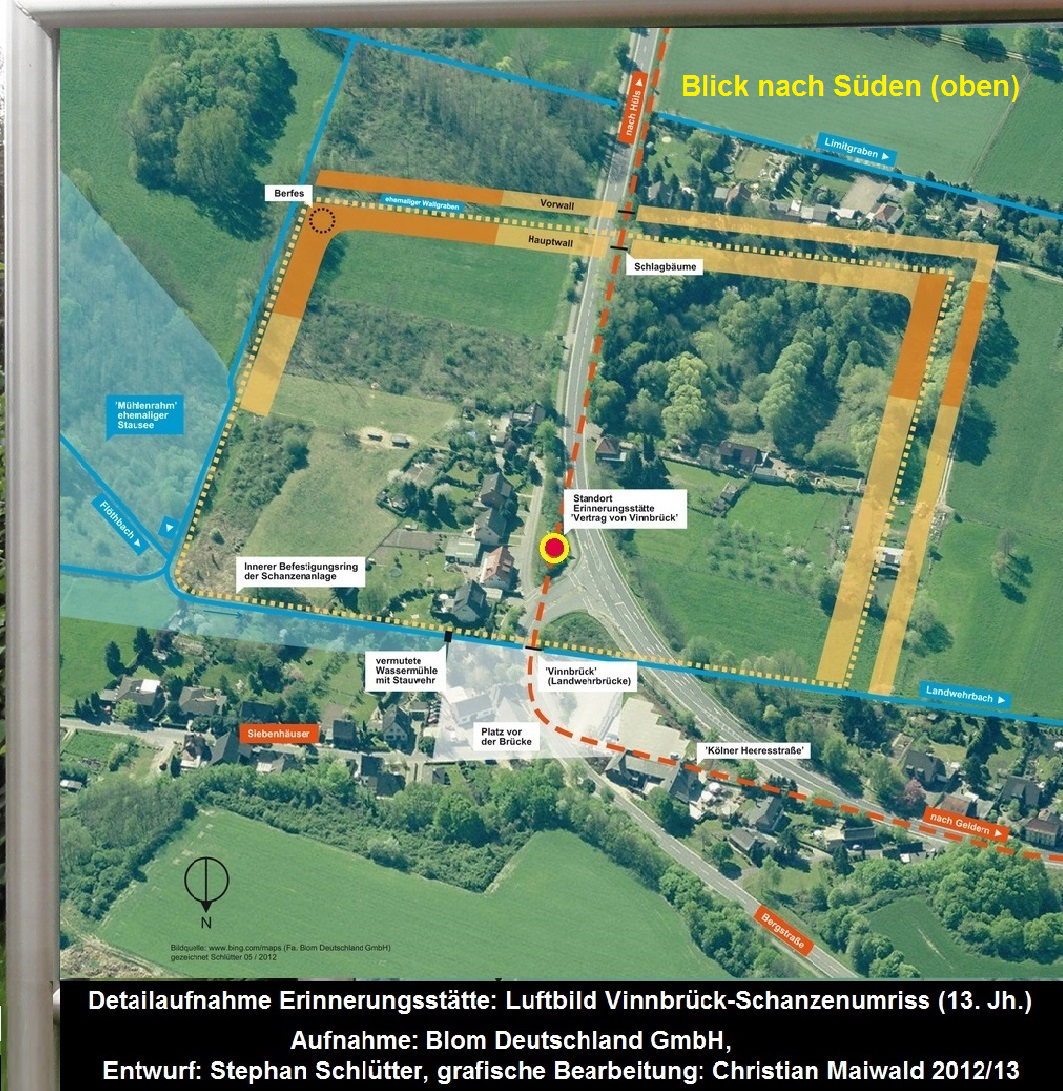
Vinnbrück, Luftbild der historischen Schanze, Beschreibung bei der Erinnerungsstätte

## Vorgeschichte
König Rudolf I. hatte nach dem frühen Tode seiner Gattin deren limburgisches Lehen auf Lebenszeit an den Geldernschen Grafen Rainald I. übertragen. Dadurch fühlte sich der eigentlich erbberechtigte Graf Adolph V. von Berg übergangen und verbündete sich zur Durchsetzung seiner Ansprüche mit Herzog Johann von Brabant. In Folge weiterer Unstimmigkeiten zwischen den Kontrahenten und ihren Verbündeten kam es in den Jahren 1283 bis 1288 zum Limburger Erbfolgestreit, der sich zu einem Unabhängigkeitskampf gegen den Landesherrn und Kölner Erzbischof Siegfried von Westerburg ausweitete. Um sich ihrer gegenseitigen Unterstützung zu versichern, trafen sich am 16. August 1284 bei der Schanze von Vinnbrück der Erzbischof und sein Gefolge einerseits und der Geldernsche Graf mit Gefolge andererseits.

## Schlacht von Worringen
Der Erzbischof und seine Bündnispartner verloren jedoch die entscheidende Schlacht von Worringen am 5. Juni 1288. Der Erzbischof und viele seiner Getreuen gerieten in Gefangenschaft, Siegfried von Westerburg wurde auf Schloss Burg (an der Wupper) gegen hohe Lösegeldforderungen gefangengesetzt, und die Bürger von Köln sagten sich vom Erzbischof los; die Erzbischöfe der Folgezeit residierten – in ihrer Eigenschaft als kurfürstliche Landesherren – fortan außerhalb von Köln (u. a. in Bonn bzw. Brühl). Auch die Partner von der Vinnbrück, u. a. der Ritter Gottfried von Hüls und der Moerser Graf Dietrich III., gerieten in Worringen in Gefangenschaft.

## Erinnerungsstätte
Das Gedenkhäuschen aus Feldbacksteinen befindet sich an einem kurzen Stichweg seitlich der Kurve der B9; man blickt auf ein Keramikrelief mit den Personen des Treffens:
- Erzbischof Siegfried von Westerburg (links): schwarzes Kreuz auf weißem Grund
- Graf Rainald von Geldern (rechts): goldener Löwe mit roten Krallen auf blauem Grund
- Ritter Gottfried von Hüls (Gefolgsmann des Erzbischofs): rote Seerose auf weißem Grund
- Graf Dietrich III von Moers (Gefolgsmann Rainalds): schwarzer Querbalken auf goldenem Grund

Vor der im Hintergrund zu sehenden Silhouette der Tönisberger Höhen sind die in der Schanze aufgeschlagenen Zelte sichtbar.
Im Volksmund wurde die Schanze noch bis in die Neuzeit als „Die Stadt“ bezeichnet; den Begriff findet man in historischem, gelegentlich auch noch in aktuellem Kartenmaterial. Die Befestigungsanlage wurde aber nie im ursprünglichen Sinne als landesherrliche Burg vollendet. Ausgrabungen lassen den Schluss zu, dass im Inneren der Schanze eine kleine Holzburg lag. Gesichert ist die Existenz eines Berfes (Schutzturm) und einer Mühle mit Fischteich. Klimaveränderungen und niedriger Wasserstand führten dazu, dass der Mühlenbetrieb um 1400, die Fischzucht um 1550 aufgegeben wurden. Nach 1600 trockneten die Gräben aus und die Wälle verflachten, so dass heute neben dem Flöthbach und dem Landwehrgraben nur noch Spuren bzw. Bodendellen von der ehemaligen Anlage im Gelände sichtbar sind.

## Text des Vertrages
Der lateinische Text des Vertrages von Vinnbrück wurde von Th. Jos. Lacomblet im 19. Jh. aus der gotischen Kursive des Originals in ein heute gebräuchliches Schriftbild übertragen und im „Urkundenbuch für die Geschichte des Niederrheins II“ (Düsseldorf 1846, Nr. 793, S. 476) veröffentlicht. Eine Kurzfassung des im Staatsarchiv Nordrhein-Westfalen aufbewahrten Textes in deutscher Sprache lautet:
- Reinald, Graf von Geldern u. Herzog v. Limburg, verbündet sich mit Erzbischof Sigfrid v. Cöln gegen den Herzog Johann v. Brabant, den Grafen Adolph v. Berg, dessen Bruder Heinrich v. Windeck und den Grafen Everhard v. der Mark; und erklärt, wie es mit seinen nächsten Verwandten, womit der Erzbischof zu Kriege kommen könnte, zu halten sey. – 1284, den 16. August.
- Wir Rainald Graf von Geldern, Herzog von Limburg, geben jedermann kund und zu wissen, dass wir mit unserem ehrwürdigen Vater und Gebieter Siegfried, Erzbischof seiner Kölner Kirche, Erzkanzler des heiligen Reiches für Italien, ein besonderes Bündnis eingehen. Wir haben darin verbindlich bestimmt, dass wir unserem Gebieter Siegfried, Erzbischof seiner… gegen alle seine Feinde, welche auch immer, und besonders gegen die adeligen Herren Herzog Johann von Brabant, Graf Adolf von Berg und seinen Bruder Heinrich von Windeck sowie den Grafen Everhard von der Mark nach Kräften und bis zuletzt mit aller Macht und unserem ganzen Vermögen beistehen, solange wir leben und sooft unser Gebieter…das von uns verlangt und uns führen wird, mit Ausnahme allerdings gegen unseren hohen Gebieter, den römischen König. Unter uns gilt auch als abgesprochen, dass im Falle eines Krieges, den unser Gebieter gegen unsere Verwandten, gleichgültig ob wir mit ihnen zweiten oder dritten Grades verbunden sind, Krieg führt zur Verteidigung seines Landes, wir ihm in gleicher Weise beistehen, wie zuvor zum Ausdruck gebracht. Wenn nun aber unser Gebieter gegen irgend einen der erwähnten Verwandten, wer es auch immer sei, unsere Hilfe anfordert, um in dessen Territorium einzudringen, um dieses für sich zu beanspruchen, werden wir von unserem Gebieter, dem Erzbischof..., kraft besonderer Vereinbarung das Recht in Anspruch nehmen, uns mit diesen Verwandten vorher austauschen und sie ansprechen zu können. Dabei gilt, dass wir zu dem zuvor von uns Gesagten immer stehen werden. Wenn einer der vorgenannten Verwandten keine Ruhe geben will und sich weigert, unseren Vorschlägen zu folgen, werden wir selbstverständlich unseren Gebieter, den Erzbischof.., unterstützen und ihm beistehen gegen unsere vorgenannten Verwandten. Das geschieht in enger Abstimmung mit ihm, sobald unser Gebieter, der erwähnte Erzbischof…in deren Territorien eindringt. Abschließend überreichen wir ihm das vorliegende, gemeinsam erarbeitete Schriftstück mit unserem Siegel und empfangen dasselbe von ihm in gleicher Form.
- Aufgestellt und gegeben zu Vennebrucke, im Jahre des Herrn 1284, am Tag nach Mariä Himmelfahrt (16.August).